# 摩頓·奧臣
摩頓·佩爾·奧臣（丹麥語：Morten Per Olsen，1949年8月14日—），簡稱摩頓·奧臣（丹麥語：Morten Olsen），出生在沃爾丁堡，是一名丹麥足球教練及前足球員，司職中場。他自2000年開始擔任丹麥領隊，帶領丹麥隊出戰2002年世界盃、2004年歐洲國家盃和2010年世界盃。他亦曾執教邦比，協助球隊兩度奪得丹超冠軍。他在阿積士出任領隊，亦協助球隊在1998年贏得荷甲冠軍和荷蘭盃，成為雙料冠軍。他的執教生涯亦值得人們留意，因為他所執教球會，最終都會解僱他。此外，他是唯一一位以球員和領隊身份均參與超過100場國際賽賽事的足球界人士。
在奧臣積極的球員生涯中，他主要擔任防守中場和清道夫。他在比利時和德國球會效力，曾經在1982/83球季贏得歐洲足協盃，以及在安德列治效力期間三度奪得比甲冠軍，他亦是1983年和1986年的丹麥足球先生。1980年代，他以隊長身份代表丹麥隊上陣50次，並出戰1984年歐洲國家盃、1986年世界盃和1988年歐洲國家盃。當接近球員生涯的尾聲時，他被認為是丹麥足球史上最重要的球員。

## 球會
1957年，奧臣在本土球會沃爾丁展開其足球生涯，他最初是擔任右翼。1970年，年僅20歲的他被丹甲球會B 1901領隊庫爾特·「尼基查」·尼爾森買入。他在B 1901期間，由於球隊中有另一位右翼，因此他改為擔任中場中。
奧臣在B 1901度過三個球季後，他在1972年加盟比利時球會剛升班比甲一年的色格拉布魯日。在色格拉布魯日，他與將他推薦給色格拉布魯日領隊烏爾賓·布林斯的丹麥國腳本尼·尼爾森並肩作戰。在他加盟的首季，球會在1972/73球季位列第11，其後球會確立了在積分榜的中游位置。當他在色格拉布魯日效力期間，他被視作多用途球員，除門將外，所有位置他都曾擔任過。1976年，他加盟聯賽競爭對手在1974/75球季贏得比甲冠軍的莫倫貝克競技。他與前隊友本尼·尼爾森和丹麥國腳克雷斯滕·傑瑞一同在莫倫貝克競技效力。他效力球會期間，雖然在聯賽取得更佳的成績，但是只能名列三甲。
1980年，奧臣加盟曾奪得16次比甲冠軍的安德列治，與兩名丹麥國腳本尼·尼爾森和肯尼斯·布萊爾一同效力。他在安德列治贏得其首座獎盃。在他加盟的首季，球會在1979/80球季贏得比甲冠軍，在34場賽事中總共只是失了24球。他在安德列治效力六年，三次贏得比甲冠軍，而他亦獲任命為隊長。1982年的大部分時間，他都受到脛骨的重傷所困擾，使時任安德列治領隊托米斯拉夫·伊維奇將從中場改為擔任清道夫。他在球會擔任清道夫期間，他負責發動越位陷阱，這種戰術是當3至4位球員比對方持球的球員所站的位置較前的話，越位陷阱就會生效，以防止持球球員通過自己控球來突破越位。
奧臣亦曾代表安德列治出戰1982/83球季歐洲足協盃，球隊先後擊敗葡萄牙球會波圖、西班牙球會華倫西亞以及其他球隊，而打入了決賽對賓菲加的賽事，安德列治最終兩回合計以2-1的比分擊敗對手。隨後，他獲選為1983年丹麥最佳球員。安德列治亦打入1983/84球季歐洲足協盃決賽，對英格蘭球會熱刺的賽事。他雖然在首回合射入一球，但他在互射十二碼階段，射失一球決定性的十二碼而最終落敗。
1986年世界盃後，36歲的奧臣離開安德列治，並轉投德甲球會科隆。他在科隆效力期間，再次擔任防守中場。他在1987/88球季和1988/89球季協助球隊分別排第二和第三位。他總共代表科隆在德甲上陣80次，攻入兩球。1989年6月，39歲的他正式退役。

## 國際賽
1970年9月，奧臣在以2-2戰平波蘭U21的友賽中處子上陣，並攻入其處子入球。三週後，他獲時任丹麥領隊魯迪·史特列治徵召，並在1970年9月對挪威的賽事中處子上陣。他在首場國際賽賽事中是擔任右翼的，但他最後卻是擔任防守中場。他雖然協助丹麥隊取得1972年夏季奧林匹克運動會的參賽資格，但由於他與色格拉布魯日先前已經簽署了職業合約，因此無法參與賽事。
1981年6月，仍然在安德列治效力的奧臣成為第七位代表丹麥隊上陣50次的球員。1983年4月，在他的第53場國際賽賽事中，時任丹麥領隊瑟普·皮昂特克正式任命他為隊長，以取代退役和同樣是清道夫的前隊長佩爾·隆特維德。他是攻擊型清道夫，當他進攻時，擔任防守中場的延斯·約恩·伯特爾森會掩護他。他與後衛索倫·布斯克 說服瑟普·皮昂特克實施他們在安德列治所用的越位陷阱。
奧臣帶領丹麥隊取得1984年歐洲國家盃的參賽資格，這是丹麥隊自1972年奧運以來首次的國際賽事。丹麥隊雖然打入四強，但最終在互射十二碼階段不敵西班牙而出局。1985年10月，他成為第二位代表丹麥隊上陣75次的球員，僅次於佩爾·隆特維德。他帶領丹麥隊奪得1986年世界盃參賽資格，這是丹麥首次參戰世界盃，球隊最終在16強不敵西班牙隊而被淘汰。他最引人注目的努力是在以2-0的比分擊敗西德的賽事。他從己方的半場運球至對方禁區，並博得對方犯規，主射十二碼而領先1-0。他被認為是該屆世界盃其中一位整體表現最佳的球員，其後他獲選為1986年丹麥最佳球員。
當奧臣在科隆時改任中場時，他在丹麥隊依然是擔任清道夫。他帶領丹麥隊晉身1988年歐洲國家盃，最終於小組賽出局。在賽事期間，出任清道夫的他顯得老態龍鍾，因而改為出任防守中場，將清道夫的位置留給了。1988年歐洲國家盃結束後，上陣99次的他原本國際賽生涯已經結束，但他在10個月後再次獲徵召。1989年4月，他成為首位代表丹麥隊上陣100次的球員，其後他在同年6月退出國家隊。他總共代表丹麥隊上陣102次及攻入4球，另一紀錄是在他上陣的賽事中有50場是以隊長身份上陣。他在國際賽場只領過一面黃牌。

## 踢球風格
奧臣可以出任多種不同的位置，其中包括右翼、中場中 和清道夫。年青時，他的優勢是擅於加速、敏捷和踢球智慧，當時他是擔任右翼的。在他職業生涯的第一年，他擔任過除門將外的所有位置，使他成為一位多用途球員。他最終找到自己是適合擔任中場中。儘管，最初他只是中場替代品多於搶球的攔截者。他出任防守中場時極為果斷、專注於專業和組織能力，都顯得其表現出色。他逐漸變得擅於領導，這是他努力的成果。
32歲時，奧臣成為清道夫，這導致他從一名既定球員變成國際上的星級球員。作為一名防守球員，他利用各式各樣的技能，其中包括攻勢和技術帶球，他擅於加速和對球賽的洞察力亦帶來了益處。他亦可大腳長傳，他的攻勢協助球隊在中場創造了數字上的優勢。他是一名完美的職業球員，在場上以紳士著稱。

## 執教生涯
1990年7月，奧臣的執教生涯展開，在丹超冠軍邦比擔任領隊，並帶領球隊再贏得兩次丹超冠軍。他讓球隊進行艱苦的體能訓練，儘管這引起了一些球員的不滿，但卻將球隊提升至歐洲一流球會的層面，當他還在執教邦比時便曾帶領球隊打入1990/91球季歐洲足協盃四強。尼日利亞後衛伊克楚·烏切是最著名的例外，他涉足轉會市場並非同樣成功。這使球會各部門之間感到憤怒，他們認為奧臣忽視了青訓計劃。1992年，當球會面臨財政困難時，他在同年5月被球會所解僱。
1993年4月，奧臣在1992/93球季最後六場時出任前球會科隆的領隊，協助球隊成功護級。在德國期間，他在1993年取得足球教練文憑後成為受可的教練。在他仍然擔任領隊的兩個球季中，儘管科隆沒有特別出色的球員，但依然能夠護級成功。1995/96球季初，科隆在德國足協盃被一支來自贝库姆的業餘隊所淘汰。1995年8月，他被球會解僱。
1997年7月，奧臣成為荷蘭球會阿積士的領隊。他吸引丹麥國腳米高·勞特立加盟，他們贏得荷甲和荷蘭盃，球隊因而成為雙料冠軍。他在球會的第二年，荷蘭國腳朗奴·迪保亞和法蘭·迪保亞拒絕訓練，以尋求離開球會轉投巴塞隆拿 。最終，他在1998年12月被辭退。
1999年秋天，奧臣與丹麥足球協會簽訂兩年合約，成為丹麥領隊，在丹麥隊參戰2000年歐洲國家盃後生效。2000年7月，他取代瑞典籍教練博·約翰森成為丹麥領隊。他還選了米高·勞特立擔任其助教。他們帶領丹麥隊取得2002年世界盃參賽資格，最終球隊在16強以0-3的比分不敵英格蘭而出局。在2002年世界盃前，他已經與丹麥足協續約四年，直至2006年6月。當米高·勞特立改為擔任邦比領隊後，他任命了凱爾德·保汀格瓦特為其新任助教。他們帶領丹麥隊取得2004年歐洲國家盃的參賽資格，並再次在16強出局。其後，他未能協助丹麥隊取得2006年世界盃的參賽資格，但他依然能夠在2005年11月與丹麥足協續約。新合約中加入了必須取得2010年世界盃參賽資格的條款，或在丹麥國家青年球隊培訓青年球員，從而對他未來足球的看法造成頗大的影響。
2008年3月，奧臣透露他希望米高·勞特立接替他成為丹麥領隊。他未能帶領丹麥隊取得2008年歐洲國家盃的參賽資格。2008年8月，他說他計劃在2010年合約結束後，再次執教球會。2009年10月10日，他在其執教的第100場國際賽以1-0的比分擊敗瑞典的賽事中，協助丹麥隊取得2010年世界盃的參賽資格。2010年1月，他續約至2012年歐洲國家盃。

## 生涯數據
國際賽入球
| # | 日期       | 地點         | 對手   | 入球 | 結果 | 性質             |
| - | ---------- | ------------ | ------ | ---- | ---- | ---------------- |
| 1 | 1971-05-05 | 丹麥哥本哈根 | 瑞士   | 2-0  | 4-0  | 1972年奧運外圍賽 |
| 2 | 1971-08-01 | 丹麥奧爾堡   | 英格兰 | 2-1  | 3-2  | 友賽             |
| 3 | 1988-06-05 | 丹麥歐登塞   | 比利时 | 1-1  | 3-1  | 友賽             |
| 4 | 1989-06-18 | 丹麥哥本哈根 | 巴西   | 1-0  | 4-0  | 友賽             |

## 榮譽
球員
- 比甲（3）：1980/81、1984/85、1985/86
- 歐洲足協盃：1982/83
- 丹麥足球先生：1983、1986

領隊
- 丹超：1990、1991
- 荷甲：1998
- 荷蘭盃：1998
- 丹麥最佳領隊：2009

## 外部連結
- （丹麦文） Danish national team profile （页面存档备份，存于）
- （荷兰文） Ajax Amsterdam profile